# STOP Homophobie
 (juin 2019).
Ne doit pas être confondu avec SOS homophobie.
STOP homophobie est une association française (loi de 1901), reconnue d'intérêt général, qui vise statutairement à lutter contre les discriminations liées au sexe, au genre, à l’orientation sexuelle et/ou à l’état de santé résultant de l’infection par une maladie sexuellement transmissible, en particulier par le VIH,.
À ce titre, STOP homophobie est habilitée à exercer les droits de la partie civile contre les auteurs d'infractions à caractère homophobe et transphobe.
Depuis sa création, l'association propose un accompagnement social et psychologique immédiat des victimes de LGBTQIphobie (haine anti-lesbiennes, gays, bisexuelles, transgenres, queers et intersexes), avec prise en charge et suivi des démarches pour les plaintes. L’association assure aussi une médiation avec des avocats spécialisés.

## Information, prévention, aide aux victimes
STOP homophobie a mis en place un dispositif d’écoute depuis 2012, qui fonctionne en permanence. La ligne est gérée par des membres et bénévoles, pour la majorité des professionnels de santé et avocats.
L'association veille en temps réel sur les réseaux sociaux et Internet. Une cellule active recense tous les contenus litigieux notamment LGBTQIphobes.
STOP homophobie propose un accompagnement psychologique et juridique des victimes de LGBTQIphobies. L’association accueille les personnes en situation d’urgence dans ses locaux et assure le suivi de leurs démarches, dans les commissariats notamment afin de porter plainte.

## Sensibilisation
STOP homophobie gère depuis 2010, une cellule presse qui produit des contenus visant à sensibiliser le grand public et les médias à la cause LGBTQI, avec une ligne éditoriale engagée grâce aux contributions et la participation de nos membres, bénévoles ou journalistes spécialisés.

## Interventions en milieu scolaire ou professionnel
STOP Homophobie organise des ateliers et intervient depuis 2017 dans des établissements scolaires pour sensibiliser tous les publics aux discriminations anti-LGBTQI, dispositifs de lutte, prévention des conséquences, réflexion sur les comportements et respect de la personne humaine.

## Actions judiciaires
STOP homophobie mène en lien avec plusieurs autres organismes des combats judiciaires sur le plus long terme, pour lutter contre les discriminations subies par toutes les personnes LGBT+.
En mai 2017, l'association a ainsi déposé plainte pour « génocide » devant la Cour pénale internationale contre Ramzan Kadyrov, président de Tchétchénie, après les révélations d’une vague de persécutions ciblées contre les homosexuels dans la région. Stop Homophobie a par ailleurs interpellé les autorités françaises et européennes sur la situation, afin qu’elle fasse pression diplomatiquement sur la fédération de Russie, dont fait partie la république de Tchétchénie. Le 30 août 2018, quinze États, dont la France, les États-Unis, l’Allemagne et le Royaume-Uni, ont mis en demeure la Russie de s’expliquer, dans le cadre du mécanisme de Vienne de l’OSCE.
En 2017 toujours, STOP homophobie a saisi le Conseil d'État, afin de faire annuler l'arrêté du ministre de la Santé interdisant aux hommes ayant des relations sexuelles avec d’autres hommes de donner leur sang, sauf s’ils déclarent une abstinence d’un an et pour demander la levée de l'interdiction de certaines opérations et soins funéraires pour les défunts porteurs du VIH.
Le 27 mai 2024, l'association se joint à cinq autres associations de défense des droits LGBTQIA+ pour porter plainte contre Marion Maréchal pour « injure transphobe » à la suite d'un message de cette dernière à la suite de la victoire du prix d’interprétation féminine par Karla Sofía Gascón lors du festival de Cannes 2024.

## International
STOP homophobie milite depuis sa création pour une décriminalisation universelle de l'homosexualité. L'association a consolidé son maillage avec des antennes ou référents en Afrique, en Europe, aux États-Unis et au Canada (Montréal).
STOP homophobie est membre de l'International Lesbian, Gay, Bisexual, Trans and Intersex Association.